# Benefaktiv
Benefaktiv är ett kasus som används där man vanligtvis på svenska använder "för" eller "till", till exempel i meningen "Hon öppnade dörren för Kalle". I detta exempel skulle Kalle böjas i benefaktiv. Ofta är meningen en del av dativ och just i latin kallas denna del av dativ för just dativus commodi. Baskiska är ett språk som använder sig av benefaktiv och där är ändelsen -entzat. Quechua är ett annat exempel och där är ändelsen -paq.